# Plectranthus fruticosus
Plectranthus fruticosus is een soort uit de lipbloemenfamilie (Lamiaceae).

## Referentie
- USDA, ARS, National Genetic Resources Program. Germplasm Resources Information Network - (GRIN) [Data uit 7 oktober 2006].

... · 
P. amboinicus (Vijf-in-een-kruid) · 
P. arabicus · 
P. argentatu · 
P. forsteri · 
P. fruticosus · 
P. madagascariensis · 
P. parviflorus · 
P. verticillatus · 
...